# Reflexió total

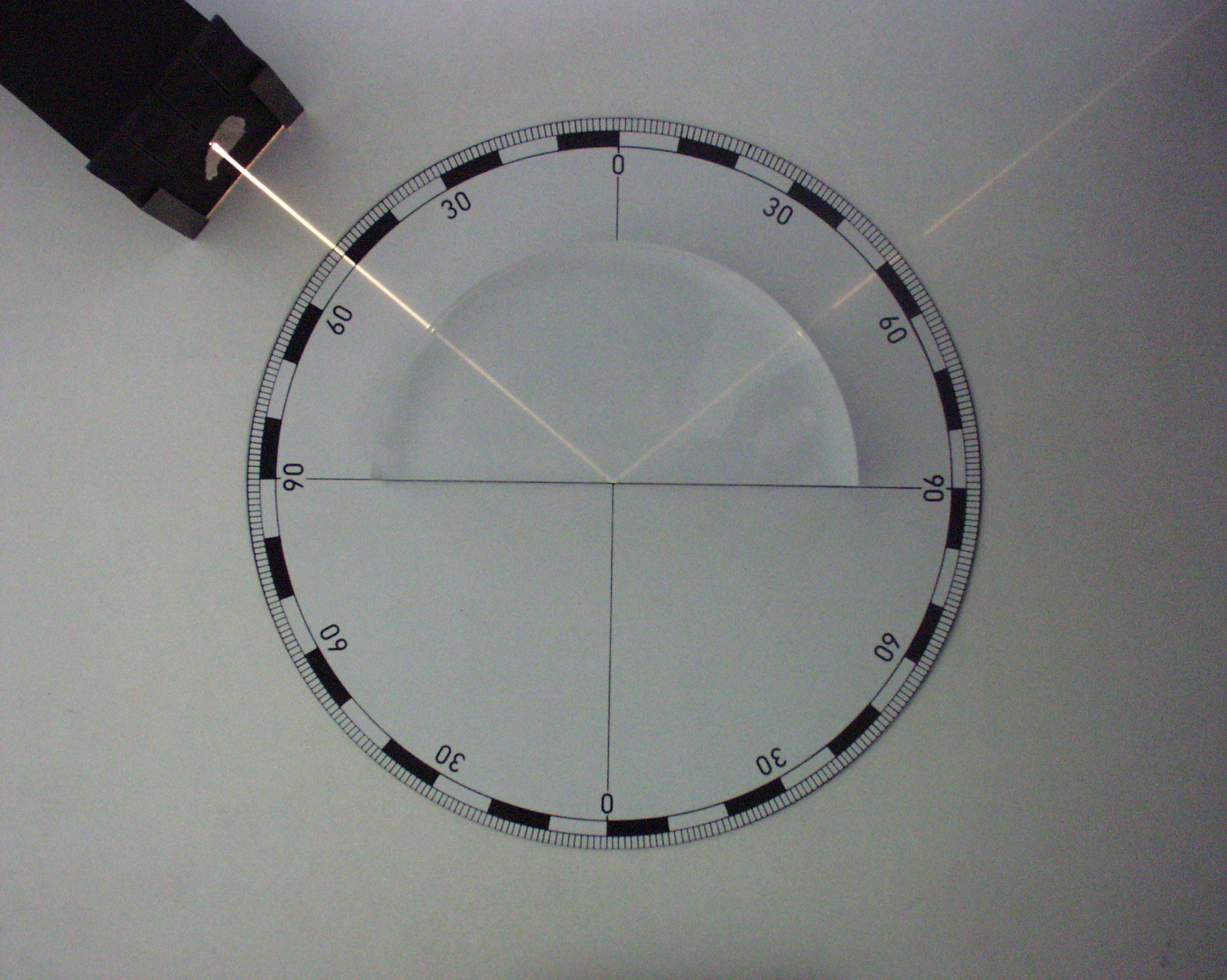
Reflexió total.

La reflexió total és el fenomen físic que es produeix quan un raig de llum incideix amb un angle superior a l'angle crític en una superfície transparent d'índex de refracció alt. Per angles d'incidència majors o iguals a l'angle crític, tota l'energia és reflectida cap al medi incident.

## Càlcul
La llei de Snell ens permet calcular l'angle crític. Només hem de considerar que l'angle de sortida (l'angle dos) és de 90°.

## Aplicacions pràctiques

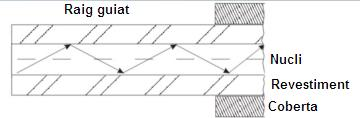
Interior de la fibra òptica.

S'utilitza en la fibra òptica, fent que l'índex de refracció de l'interior sigui més gran que l'aire. D'aquesta manera un raig que emetem des del principi no surt del fil fins que no es talla.
Es pot utilitzar per les telecomunicacions o per la cirurgia.